# الدوري الفنزويلي الممتاز 2002–03
الدوري الفنزويلي الممتاز 2002–03 (بالإسبانية: Primera División Venezolana 2002-03) هو الموسم 83 من الدوري الفنزويلي الممتاز. كان عدد الأندية المشاركة فيه 10، وفاز فيه نادي كاراكاس.